# Music Is My Life (альбом Дайан Шуур)
Music Is My Life — студийный альбом американской певицы и пианистки Дайан Шуур, выпущенный на новом для неё лейбле Atlantic Records в 1999 году. Аранжировки для альбома подготовила сама певица, а также продюсер Шейн Кейстер.

## Отзывы критиков
| Оценки критиков                   | Оценки критиков |
| Источник                          | Оценка          |
| --------------------------------- | --------------- |
| AllMusic                          | [ 1 ]           |
| The Encyclopedia of Popular Music | [ 2 ]           |

Рецензент AllMusic Скотт Яноу написал: «Хотя большинство джазовых певиц, вероятно, недостаточно импровизируют, в случае с Дайан Шуур, чем меньше она отклоняется от мелодии, тем лучше. Причина очевидна: у Шуур красивый голос, но, похоже, она редко знает, что с ним делать! Её импровизация может быть визгливой и беспорядочной. К счастью, Шуур в основном придерживается тематики этого мощного релиза. Используя множество ведущих джазовых музыкантов, Шуур в основном повышает стандарты на своих красочных выступлениях. Она немного перебарщивает со своим пением в „Invitation“, но её версии „Bewitched, Bothered and Bewildered“, „Keepin' Out of Mischief Now“ и „If You Could See Me Now“ довольно милые, а в „Over the Rainbow“ она использует завораживающий вокал без сопровождения. Это один из её лучших релизов и отличный пример того, какими были её живые выступления в 1998—1999 годах».

## Список композиций
1. «Invitation» (Бронислав Капер) — 8:01
2. «You’d Be So Nice to Come Home To» (Коул Портер) — 3:11
3. «That Old Devil Called Love» (Дорис Фишер, Аллан Робертс) — 4:36
4. «Bewitched, Bothered and Bewildered» (Лоренц Харт, Ричард Роджерс) — 9:06
5. «Keepin’ Out of Mischief Now» (Энди Разаф, Фэтс Уоллер) — 3:12
6. «Good Morning Heartache» (Эрвин Дрейк, Дэн Фишер) — 5:18
7. «I Only Have Eyes for You» (Эл Дубин, Гарри Уоррен) — 3:56
8. «Nardis» (Майлз Дэвис) — 5:43
9. «Music Is My Life» (Кэрролл Коутс) — 4:10
10. «If You Could See Me Now» (Тэдд Дамерон, Карл Сигман) — 6:15
11. «Somewhere Over the Rainbow» (Гарольд Арлен, Йип Харбург) — 3:19

## Участники записи
- Аранжировка — Дайан Шуур (1, 8, 10, 11), Шейн Кейстер (2-7, 9)
- Бас-гитара — Чак Бергхофер (2-7, 9), Роджер Хайнс (1, 8, 10)
- Вибрафон — Эмиль Ричардс (2-4, 6)
- Вокал — Диана Шуур
- Гитара — Дин Паркс (5-7, 9)
- Запись — Стив Сайкс, Том Йеззи
- Звукорежиссёр — Брайан Хардинг, Джон Хендриксон, Стив Дженевик, Тодд Паркер
- Мастеринг — Тед Дженсен
- Сведение — Том Шик
- Продюсер — Ахмет Эртегюн, Шейн Кейстер, Ив Бове
- Саксофон — Нино Темпо (2-4, 6, 7, 9), Джефф Клейтон (6)
- Тромбон — Айра Нэпис (6)
- Труба — Маркус Принтап
- Ударные — Дэвид Гибсон (1, 8, 10), Джон Герин (5-7, 9), Лоуренс Марабл (2-4)
- Фортепиано — Диана Шуур (1, 9), Алан Бродбент (2-7, 10)

Сведения взяты из аннотации к альбому.

## Чарты
| Чарт (1999)                     | Высшая позиция |
| ------------------------------- | -------------- |
| США (Billboard Top Jazz Albums) | 8              |